# Trasduttore piezoelettrico

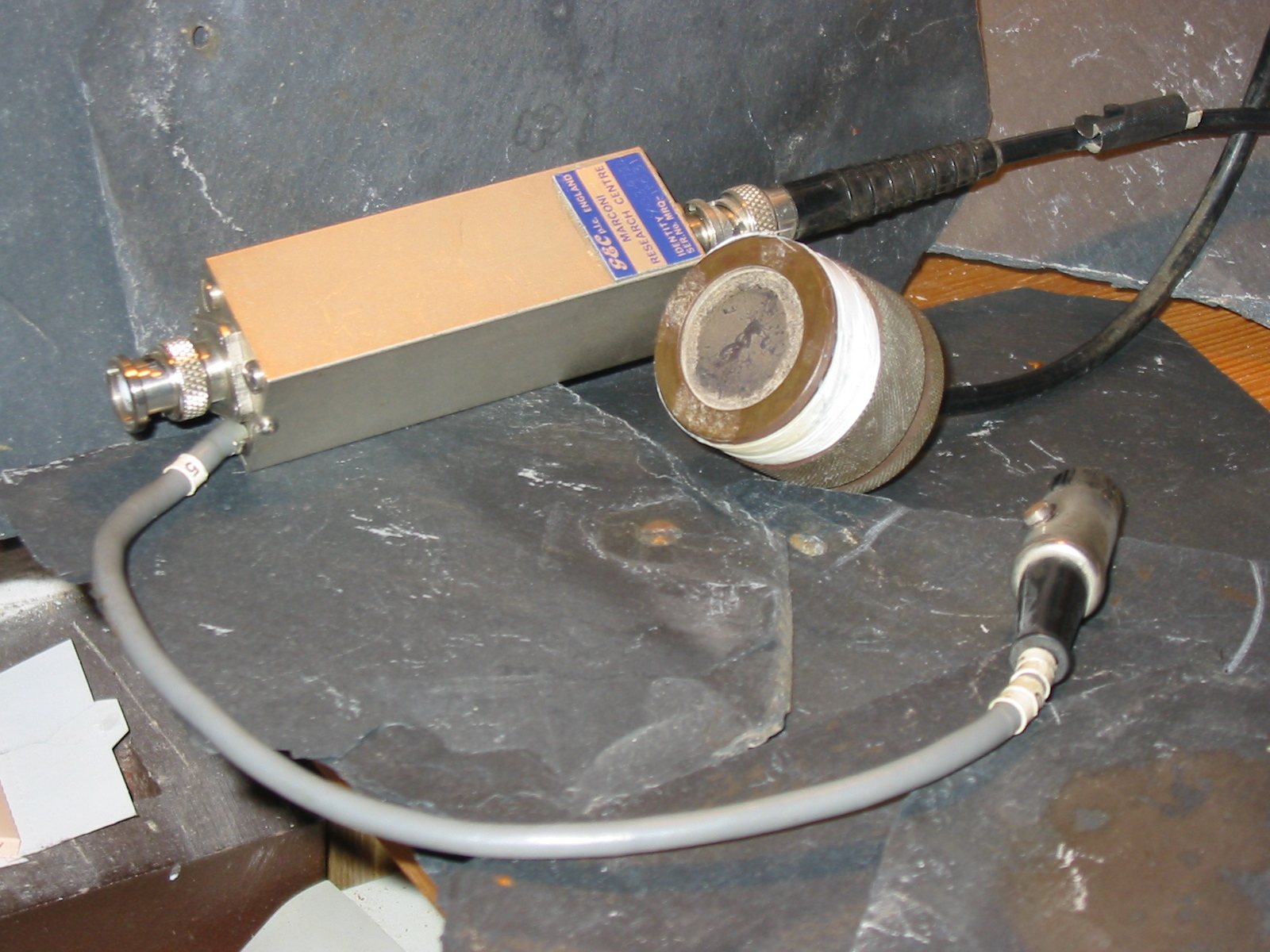
Trasduttore ultrasonico di piombo-zirconato di titanio

Il trasduttore piezoelettrico (chiamato anche convertitore o emettitore) è un particolare dispositivo elettronico che ha il compito di trasformare l'energia elettrica (fornita ad esempio da un generatore di tensione) in energia meccanica vibrazionale o viceversa.
Per la realizzazione dei trasduttori piezoelettrici si utilizzano materiali ceramici che presentano piezoelettricità, cioè capaci di tradurre le variazioni del campo elettrico, in variazioni di spessore o di lunghezza.
Il principio di funzionamento si basa sulla capacità di variazione dimensionale dei materiali piezoelettrici sottoposti a variazioni di tensioni elettriche. Il generatore fornisce una tensione con una forma d'onda simile ad una sinusoide. La tensione passa alternativamente, secondo la frequenza del sistema, da valori positivi a valori negativi. Il materiale piezoelettrico risente di questa variazione, allungandosi nel campo positivo o viceversa accorciandosi nel campo negativo. Tali materiali presentano elevata durezza e fragilità.
La caratteristica principale di un materiale piezoelettrico è l'ampiezza della vibrazione che produce; tale ampiezza è piuttosto piccola, per cui viene espressa generalmente in micron e assume tipicamente valori tra 5 e 25 micron.